# Cedusa belopa
Cedusa belopa är en insektsart som beskrevs av Kramer 1986. Cedusa belopa ingår i släktet Cedusa och familjen Derbidae. Inga underarter finns listade i Catalogue of Life.